# Pijama Party (banda)
Pijama Party es una banda de cumbia pop de San Juan, Argentina. Formada en el año 2014, integrada por Juampi Alvarez (percusión), Maca Flores (voz), Nahuel Ramírez (güiro y voz), Luis Manuel Puigros (bajo), Diego Robles (teclado) y Fede Amin (guitarra y voz).
Su primera canción, y más grande éxito hasta el momento, fue Comerte a besos (2015).

## Historia
En palabras de Maca Flores, el grupo musical habría comenzado en el año 2012, aproximadamente. La idea de formar una banda fue de Federico Amin, guitarrista y voz del grupo, quien les preguntó si querían armar una banda de cumbia "haciendo covers al estilo Agapornis". Comerte a besos lo escribió y compuso Juan Pablo Álvarez (percusión). La canción se popularizó vía WhatsApp. Juan Pablo junto con Fede se encargan de todas las canciones del grupo.
Antes de empezar a tocar, ninguno de la banda conocía al resto más que de nombre. La mayoría de ellos habían tenido bandas, pero ninguna era del palo del pop: todos tocaban rock. Macarena, en cambio, trabajaba en un local de ropa.
En 2016 les llegó un correo para tocar en el último programa del año de Mirtha Legrand.
Estuvieron trabajando con Púa Producciones (la productora que maneja los conciertos de Márama y Rombai en Argentina). 
En 2019, el resto de los integrantes decidió dejar fuera de la banda a Federico Amin tras las diversas denuncias por violencia que llegaron a redes sociales contra el vocalista del grupo.

## Integrantes
- Maca Flores (voz)
- Juampi Álvarez (percusión)
- Nahuel Ramírez (güiro y voz)
- Luis Manuel Puigros (bajo)
- Diego Robles (teclado)

### Exintegrantes
- Federico Amin (guitarra y voz).

## Sencillos
- 2015: Comerte a Besos
- 2016: Tus Pies en la Arena
- 2016: Aventura (ft. Valentina Olguin)
- 2017: Escondiéndonos (Remix)
- 2017: Tu y Yo (ft. Chule Von Wernich)
- 2017: Dime Lo Que Somos
- 2017: De la Cabeza a los Pies
- 2018: Bella
- 2018: No Sé por Qué (colaboración Los Bonnitos)
- 2018: Tomalo Como Quieras (colaboración Olvidate!)
- 2019: Calma (Cumbia Remix)
- 2019: Otro Trago (Cumbia Remix)
- 2019: Te Vo'a Besar
- 2019: Tutu (ft. Agu Cartier)
- 2020: Tusa
- 2020: Hawái
- 2020: Vida de Rico
- 2021: Quiero Tomar (ft. Nati Ferrero)
- 2021: Tiene Novia (colaboración Mawi)
- 2022: Bar
- 2023: Un X100to
- 2023: Efectos Secundarios (colaboración Fer Silvera)
- 2023: Lloro x Vos
- 2024: Comerte a Besos (Remix) (ft. Agapornis y Lira)
- 2024: Por Qué (ft. Los Bonnitos)